# Okres Liptovský Mikuláš
Der Okres Liptovský Mikuláš ist eine Verwaltungseinheit in der Mittelslowakei mit 71.186 Einwohnern (31. Dezember 2024) und einer Fläche von 1.341 km². Er ist der östlichste Teil des Žilinský kraj und grenzt im Uhrzeigersinn an Polen (Woiwodschaft Kleinpolen) im Norden und an die Okresy Poprad im Osten, Brezno im Süden, Ružomberok im Westen sowie Dolný Kubín und Tvrdošín im Nordwesten.
Der Okres umfasst den mittleren und östlichen Teil des Liptovská kotlina (deutsch etwa Liptauer Kessel) innerhalb der größeren Podtatranská kotlina (deutsch etwa Unter-Tatra-Kessel) am Oberlauf der Waag (bzw. deren Quellflüsse Biely Váh und Čierny Váh), zwischen den Chočské vrchy und der Westtatra nördlich und der Niederen Tatra südlich des Flusses. Unmittelbar westlich von Liptovský Mikuláš erstreckt sich der Liptauer Stausee (slowakisch Liptovská Mara) sowie das kleinere Bešeňová-Stausee (slowakisch vodná nádrž Bešeňová).
Historisch gesehen liegt der Bezirk vollständig im ehemaligen Komitat Liptau (siehe auch Liste der historischen Komitate Ungarns) und bildet heute die Untereinheiten Mittelliptau (slowakisch stredný Liptov) und Oberliptau (slowakisch horný Liptov) der Tourismusregion Liptau.

## Bevölkerung
| Jahr                | 1994   | 2004    | 2014    | 2024    |
| ------------------- | ------ | ------- | ------- | ------- |
| Anzahl der Personen | 74.566 | 73.549  | 72.513  | 71.186  |
| Unterschied         |        | −1,36 % | −1,40 % | −1,83 % |

| Jahr                | 2023   | 2024    |
| ------------------- | ------ | ------- |
| Anzahl der Personen | 71.405 | 71.186  |
| Unterschied         |        | −0,30 % |

## Städte
- Liptovský Hrádok (Liptau-Hradek)
- Liptovský Mikuláš (Sankt Nikolaus in der Liptau)

## Gemeinden
| - Beňadiková - Bobrovček - Bobrovec - Bobrovník - Bukovina - Demänovská Dolina - Dúbrava - Galovany - Gôtovany - Huty - Hybe (Geib) - Ižipovce - Jakubovany - Jalovec - Jamník - Konská - Kráľova Lehota - Kvačany | - Lazisko - Liptovská Anna - Liptovská Kokava - Liptovská Porúbka - Liptovská Sielnica - Liptovské Beharovce (Beharz) - Liptovské Kľačany - Liptovské Matiašovce - Liptovský Ján (Sankt Johann in der Liptau) - Liptovský Ondrej (Andreasdorf) - Liptovský Peter - Liptovský Trnovec - Ľubeľa - Malatíny - Malé Borové - Malužiná - Nižná Boca (Unterbotzau) - Partizánska Ľupča (Deutschliptsch) | - Pavčina Lehota - Pavlova Ves - Podtureň - Pribylina - Prosiek - Smrečany - Svätý Kríž - Trstené - Uhorská Ves (Ungereiden) - Vavrišovo - Važec (Waagsdorf/Weißwaag) - Veľké Borové - Veterná Poruba - Vlachy - Východná - Vyšná Boca (Oberbotza) - Závažná Poruba - Žiar |

Das Bezirksamt ist in Liptovský Mikuláš, eine Zweigstelle in Liptovský Hrádok.

## Kultur
In dem Artikel Denkmalgeschützte Objekte im Okres Liptovský Mikuláš findet man Informationen über die vom slowakischen Denkmalamt geschützten Objekte im Okres.